# Onitis keniensis
Onitis keniensis är en skalbaggsart som beskrevs av Gillet 1933. Onitis keniensis ingår i släktet Onitis och familjen bladhorningar. Inga underarter finns listade i Catalogue of Life.